# Homophylax auricularis
Homophylax auricularis là một loài Trichoptera trong họ Limnephilidae. Chúng phân bố ở miền Tân bắc.